# 安宁河
安宁河，古名孙水、长河、白沙江、长江水、阿伙诺依（羅馬化：At Hxop Nyo Yy），是四川省的一条河流，注入雅砻江。
发源于贡嘎山南麓，冕宁县菩萨岗地区，南流经冕宁县、西昌市、德昌县、米易县，在大坪地汇入雅砻江。冕宁以上为上游孙水河，冕宁至德昌为中游，德昌以下为下游。全程不通航。在西昌市區，有邛海经海河汇入。
全长320公里，流域面积1.1万平方公里。支流有孙水河、茨达河、锦川河和楠木河。

## 安宁河谷
安宁河谷是中国四川凉山彝族自治州安宁河的一条狭长河谷，呈南北走向，大致与中国108国道平行，以土壤肥沃、盛产农作物著称。河谷地带分布着众多距今2000多年前的古代墓地。